# Árias Mendes de Coimbra
Árias Mendes de Coimbra (em castelhano: Arias Menéndez, – morto depois de junho de 924) foi filho de Hermenegildo Guterres e de Ermesinda Gatones, filha de Gatón de Bierzo, conde de Astorga, e de Egilona. Apoiou a causa do rei Afonso III das Astúrias e como compensação por sua lealdade, em 911 foi eleito conde de Emínio, antiga cidade romana construída onde hoje está a atual cidade portuguesa de Coimbra que foi repovoada por seu pai. Anos mais tarde, foi nomeado, com o seu irmão Guterre, conde de Caldelas (Guimarães) e também de Refojos de Leça.
Com seu irmão. o conde Guterre, levou monges para restaurar o mosteiro de Samos, na Galiza e, a partir desse momento, começou um período de relacionamento próspero entre a família condais e o cenobio.

## Matrimónio e descendência
Casou-se com Ermesenda Gundesendes, filha de Gundesindo Eris — filho de Ero Fernandes — e de Enderquina Mendes, filha de Hermenegildo Guterres, sendo portanto sua sobrinha. Deste matrimónio nasceram:
- Elvira Árias (morta depois de 962), casada com Munio Guterres, seu primo, filho do conde Guterre Mendes e  condessa Ilduara Ériz.[6]
- Inderquina Árias.[4]